# Tahoka
Tahoka település az Amerikai Egyesült Államok Texas államában, Lynn megyében, melynek megyeszékhelye is. Lakosainak száma 2375 fő (2020. április 1.).

## Népesség
A település népességének változása:

| 2010 | 2 673 |
| 2020 | 2 375 |